# Католицька церква Святого Павла (Сан-Франциско)
Католицька церква Святого Павла (англ. St. Paul's Catholic Church) — парафіяльна церква римо-католицької архідієцезії Сан-Франциско. Розташована в Сан-Франциско (штат Каліфорнія) в районі Ное-Веллі.

## Історія
Історія храму розпочалась у 1876 році, коли Джордж Шедборн звернувся до архієпископа з Орегону Джозефа Алемані з бажанням заснувати нову парафію, а також з готовністю виділити гроші на купівлю землі та будівництво нової церкви. Отримавши дозвіл, Шедборн побудував першу будівлю церкви, яка вміщувала до 750 прихожан.
У 1897 році, у зв'язку з ростом кількості прихожан розпочалось будівництво нового храму в стилі англійської готики на 1400 місць. Нова церква відкрилась і була освячена 29 травня 1911 року архієпископом Патріком Ріорданом. 
Після землетрусу Лома-Прієта у 1989 році церкві знадобились сейсмічні укріплення. Через високу вартість укріплень храму та прилеглих будівель архієпископія навіть всерйоз розглядала можливість закриття храму, але згодом відмовилась від цього. Після продажу деяких сусідніх будівель, парафія встановила сейсмічні укріплення, що обійшлось у майже $8,5 млн.

## Характеристика
- Довжина — 61 м;
- Ширина нави — 21 м;
- Ширина трансептів — 33 м;
- Висота — 111 м.

## Інше
- В церкві проходили зйомки комедійного фільму «Сестро, дій» (1992) з Вупі Голдберг у головній ролі.